# Smash Hits
Smash Hits (англ. Гарячі хіти) — компіляція пісень рок-гурту «The Jimi Hendrix Experience», альбом випущений у 1968 році на лейблі MCA Records.
Диск посів 6-е місце в американському чарті Billboard 200. Альбом досяг максимального рівня продажів у США, йому був наданий статус мультиплатиновий від RIAA за наклад більше 2 000 000 примірників у жовтні 1986 року.
Було випущено дві версії цього альбому — англійська і американська.

## Список композицій

### Британська версія (квітень 1968)
1. «Purple Haze» — 2:52
2. «Fire» — 2:45
3. «The Wind Cries Mary» — 3:20
4. «Can You See Me» — 2:33
5. «51st Anniversary» — 3:16
6. «Hey Joe» (Roberts) — 3:30
7. «Stone Free» — 3:36
8. «The Stars That Play With Laughing Sam's Dice» — 4:21
9. «Manic Depression» — 3:42
10. «Highway Chile» — 3:32
11. «Burning of the Midnight Lamp» — 3:39
12. «Foxy Lady» — 3:18

### Американська версія (Липень 1969)
1. «Purple Haze» — 2:52
2. «Fire» — 2:45
3. «The Wind Cries Mary» — 3:20
4. «Can You See Me» — 2:33
5. «Hey Joe» (Roberts) — 3:30
6. «All Along the Watchtower» (Dylan) — 4:00
7. «Stone Free» — 3:36
8. «Crosstown Traffic» — 2:19
9. «Manic Depression» — 3:42
10. «Remember» — 2:48
11. «Red House» — 3:50
12. «Foxy Lady» — 3:19

## Склад
- Джимі Гендрікс: гітара, бас, вокал, kazoo.
- Ноель Реддінг: бас, бек-вокал.
- Мітч Мітчелл: ударні.